# Shehab Qunbar
Shehab Rizq Ibrahim Qunbar (in arabo شهاب رزق إبراهيم قنبر‎?; Gerusalemme, 10 agosto 1997) è un calciatore palestinese, attaccante dell'Al-Tahaddy e della nazionale palestinese.

## Caratteristiche tecniche
È una punta centrale.

## Carriera

### Club
Ha giocato nella prima divisione giordana ed in quella libica.

### Nazionale
Ha giocato nella nazionale palestinese Under-23.
Ha debuttato in nazionale maggiore il 18 gennaio 2021, nell'amichevole Kuwait-Palestina (0-1). Ha messo a segno le sue prime due reti con la selezione palestinese il 21 marzo 2024, in Palestina-Bangladesh (5-0), siglando il gol del momentaneo 2-0 al minuto 46 del primo tempo e quello del momentaneo 3-0 al minuto 49. Ha partecipato, con la selezione palestinese, alla Coppa d'Asia 2023. È sceso in campo, inoltre, nelle qualificazioni ai Mondiali 2026.

## Statistiche

### Cronologia presenze e reti in nazionale
Statistiche aggiornate al 28 dicembre 2024.

| Cronologia completa delle presenze e delle reti in nazionale ― Palestina | Cronologia completa delle presenze e delle reti in nazionale ― Palestina | Cronologia completa delle presenze e delle reti in nazionale ― Palestina | Cronologia completa delle presenze e delle reti in nazionale ― Palestina | Cronologia completa delle presenze e delle reti in nazionale ― Palestina | Cronologia completa delle presenze e delle reti in nazionale ― Palestina | Cronologia completa delle presenze e delle reti in nazionale ― Palestina | Cronologia completa delle presenze e delle reti in nazionale ― Palestina |
| Data                                                                     | Città                                                                    | In casa                                                                  | Risultato                                                                | Ospiti                                                                   | Competizione                                                             | Reti                                                                     | Note                                                                     |
| ------------------------------------------------------------------------ | ------------------------------------------------------------------------ | ------------------------------------------------------------------------ | ------------------------------------------------------------------------ | ------------------------------------------------------------------------ | ------------------------------------------------------------------------ | ------------------------------------------------------------------------ | ------------------------------------------------------------------------ |
| 18-1-2021                                                                | Al Kuwait                                                                | Kuwait                                                                   | 0 – 1                                                                    | Palestina                                                                | Amichevole                                                               | -                                                                        | 85’                                                                      |
| 7-1-2024                                                                 | Doha                                                                     | Palestina                                                                | 0 – 1                                                                    | Uzbekistan                                                               | Amichevole                                                               | -                                                                        | 46’                                                                      |
| 9-1-2024                                                                 | Al Wakrah                                                                | Arabia Saudita                                                           | 0 – 0                                                                    | Palestina                                                                | Amichevole                                                               | -                                                                        | 46’                                                                      |
| 14-1-2024                                                                | Al Rayyan                                                                | Iran                                                                     | 4 – 1                                                                    | Palestina                                                                | Coppa d'Asia 2023 - Gironi                                               | -                                                                        | 65’                                                                      |
| 18-1-2024                                                                | Al Wakrah                                                                | Palestina                                                                | 1 – 1                                                                    | Emirati Arabi Uniti                                                      | Coppa d'Asia 2023 - Gironi                                               | -                                                                        | 80’                                                                      |
| 29-1-2024                                                                | Al Khor                                                                  | Qatar                                                                    | 2 – 1                                                                    | Palestina                                                                | Coppa d'Asia 2023 - Ottavi di finale                                     | -                                                                        | 83’                                                                      |
| 21-3-2024                                                                | Al Kuwait                                                                | Palestina                                                                | 5 – 0                                                                    | Bangladesh                                                               | Qual. Mondiali 2026                                                      | 2                                                                        | 74’                                                                      |
| 26-3-2024                                                                | Dacca                                                                    | Bangladesh                                                               | 0 – 1                                                                    | Palestina                                                                | Qual. Mondiali 2026                                                      | -                                                                        | 46’                                                                      |
| Totale                                                                   |                                                                          | Presenze                                                                 | 8                                                                        |                                                                          | Reti                                                                     | 2                                                                        |                                                                          |

## Palmarès

### Club

#### Competizioni nazionali
- Prima Lega della Cisgiordania: 1

Jabal Al-Mukaber: 2022-2023
- Coppa della Giordania: 1

Al-Wehdat: 2022